# La Question humaine
Pour plus de détails, voir Fiche technique et Distribution.
La Question humaine est un drame français sur le monde du travail réalisé par Nicolas Klotz, sorti en 2007.
Il s'agit de l'adaptation du récit de François Emmanuel, La Question humaine.

## Synopsis
L'action se passe à Paris de nos jours.
Simon travaille comme psychologue au département des ressources humaines d’un complexe pétrochimique. Au cours d’une enquête que la direction lui confie sur un des dirigeants de l’usine, les perceptions de Simon se désorganisent puis se troublent de manière inquiétante. Simon vit cette expérience dans son corps, elle traverse sa pensée mais aussi son intimité et sa sensibilité. La tranquille certitude qui avait fait de lui un technicien rigoureux, vacille.

## Commentaire
Le film montre la face cachée de l'univers des pratiques organisationnelles, pratiques qui ont une répercussion indéniable dans les mœurs institutionnelles et surtout l'effet sur la santé mentale des travailleurs. C'est un film qui dénonce les résultats des suites commerciales historiques dans notre évolution industrielle.

## Fiche technique
Sauf indication contraire, les informations mentionnées dans cette section peuvent être confirmées par la base de données cinématographiques Unifrance,  présente dans la section « Liens externes ».
- Titre original : La Question humaine
- Réalisation : Nicolas Klotz
- Scénario : François Emmanuel, Élisabeth Perceval
- Producteurs : Sophie Dulac, Michel Zana
- Musique : Syd Matters
- Photographie : Josée Deshaies
- Montage : Rose-Marie Lausson
- Décors : Antoine Platteau et Romain Scavazza
- Costumes : Dorothée Guiraud
- Société de production : Dulac Productions
- Société de distribution : K-Films Amérique (Québec)
- Pays de production :  France
- Langue de tournage : français
- Format : couleur - 1,66:1 - Son Dolby Digital - 35 mm
- Durée : 143 minutes
- Date de sortie : 
  - France : 12 septembre 2007
  - Québec : 11 janvier 2008

## Distribution
- Mathieu Amalric : Simon Kessler
- Michael Lonsdale : Mathias Jüst
- Édith Scob : Lucy Jüst
- Lou Castel : Arie Neumann
- Jean-Pierre Kalfon : Karl Rose
- Valérie Dréville : Lynn Sanderson
- Laetitia Spigarelli : Louisa
- Delphine Chuillot : Isabelle
- Rémy Carpentier : Jacques Paolini
- Nicolas Maury : Tavera